# Columbia (Missouri)
Pour les articles homonymes, voir Columbia.
Columbia est une ville de l'État du Missouri, aux États-Unis. Elle est le siège du comté de Boone. Elle abrite l’université du Missouri à Columbia.

## Géographie
Selon les données du Bureau du recensement des États-Unis, Columbia a une superficie de 138,1 km2 (soit 59,0 mi²) dont 137,5 km2 (soit 53,1 m2) en surfaces terrestres et 0,7 km2 (soit 0,3 mi²) en surfaces aquatiques.

## Démographie
| Groupe            | Columbia | Missouri | États-Unis |
| ----------------- | -------- | -------- | ---------- |
| Blancs            | 82,8     | 72,4     |            |
| Afro-Américains   | 11,3     | 11,6     | 12,6       |
| Asiatiques        | 5,2      | 1,6      | 4,8        |
| Métis             | 3,1      | 2,1      | 2,9        |
| Autres            | 1,1      | 1,4      | 6,4        |
| Amérindiens       | 0,3      | 0,5      | 0,9        |
| Total             | 100      | 100      | 100        |
|                   |          |          |            |
| Latino-Américains | 3,4      | 3,6      | 16,4       |

Selon l'American Community Survey, pour la période 2011-2015, 90,27 % de la population âgée de plus de 5 ans déclare parler l'anglais à la maison, 2,11 % déclare parler une langue chinoise, 1,96 % l'espagnol, 0,73 % le coréen et 4,93 % une autre langue.

## Politique et administration
L'administration de la ville est régie par la charte adoptée par les électeurs le 11 novembre 1974. Le système à gérance municipale comprend un maire et six conseillers, élus pour un mandat de quatre ans, ainsi qu'un gérant municipal.

### Maires
| Période                                  | Période  | Identité              | Étiquette | Qualité |
| ---------------------------------------- | -------- | --------------------- | --------- | ------- |
| Les données manquantes sont à compléter. |          |                       |           |         |
| 2010                                     | 2016     | Robert McDavid        |           |         |
| 2016                                     | 2022     | Brian Treece (en)     |           |         |
| 18 avril 2022                            | En cours | Barbara Buffaloe (en) |           |         |

## Économie

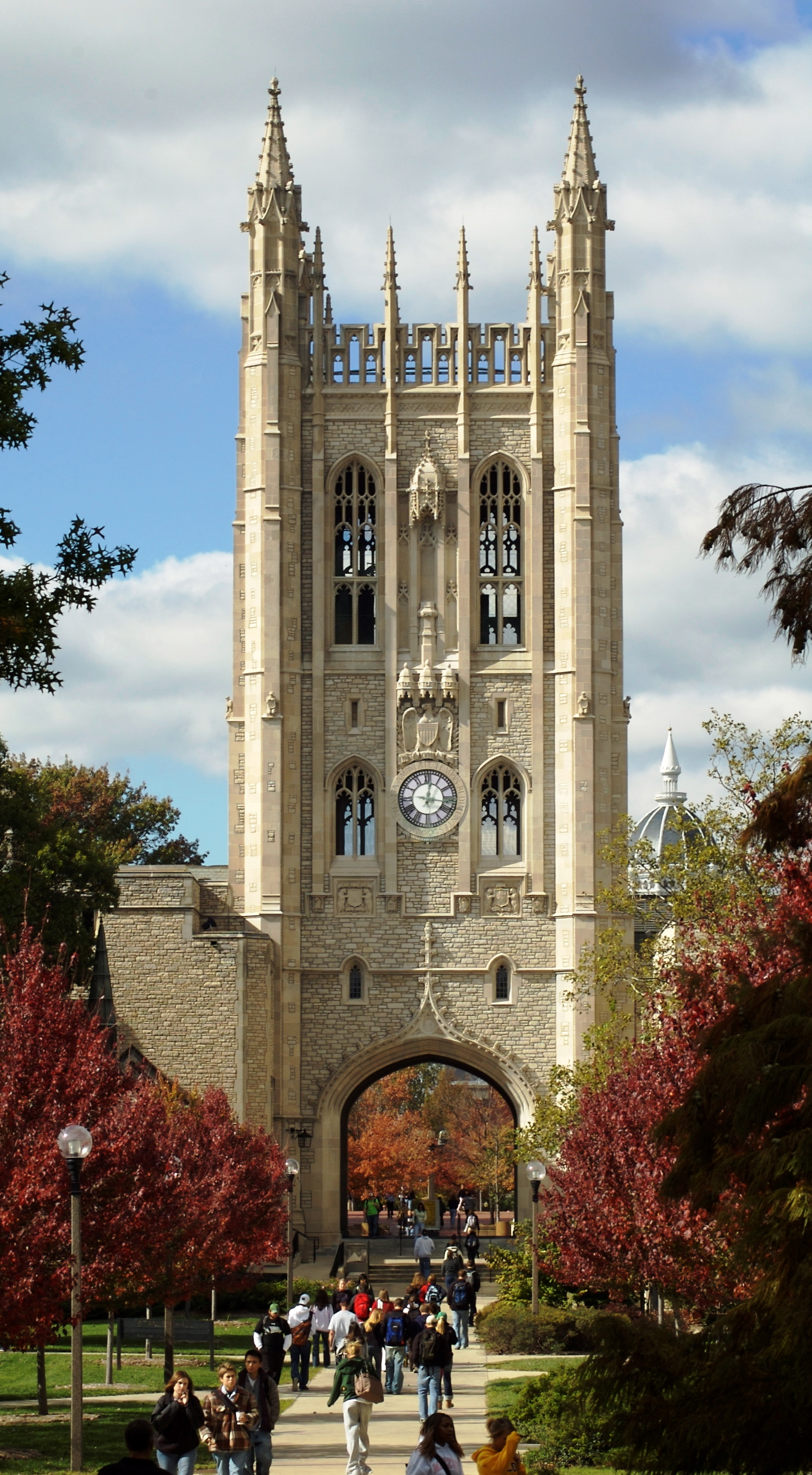
Université du Missouri.

Columbia possède un aéroport (Columbia Regional Airport, code AITA : COU). La compagnie Beyond Meat, productrice de substituts de viande très similaires à cette dernière, y possède également son usine.

## Jumelages
- Koutaïssi (Géorgie)
- Mattō (Japon)
- Sibiu (Roumanie)
- District de Laoshan (Chine)
- Suncheon (Corée du Sud)

## Personnalités liées à la ville
- Uriel Sebree Hall (1852-1932), homme politique, y est mort.